# Otto 2. (Tysk-romerske rige)
 For alternative betydninger, se Otto 2.. (Se også artikler, som begynder med Otto 2.)
Otto 2. (955 – 7. december 983 i Rom) var tysk konge og tysk-romersk kejser fra 973 til 983.

## Biografi
Han var søn af Otto den Store og Adelheid og kronet både til tysk konge og romersk kejser i sin faders levetid. Efter sin tronbestigelse måtte han først kæmpe med Harald Blåtand, der forgæves søgte at forsvare Dannevirke. Otto trængte langt op i Jylland, og resultatet var oprettelsen af den "Danske mark" i 974 (landet mellem Ejderen og Slien, der dog gik tabt efter hans død). Samtidig måtte han føre hårde kampe først med sin fætter Henrik af Bayern, der dog blev overvundet i 976, og fra hvis land Kärnten og Østrig udskiltes som særlige hertugdømmer, siden med kong Lothar af Frankrig, der ville vinde Lothringen, men fik nok at gøre i sit eget land. Derpå vendte Otto sig mod Italien. Han var blevet gift med den græske prinsesse Theofano og ønskede at vinde de græske besiddelser Calabrien og Apulien, som da var stærkt truede af saracenerne, der kort i forvejen havde erobret Sicilien. Grækerne sluttede dog forbund med saracenerne, Otto, der var trængt ned i Calabrien med en tysk hær, led et frygteligt nederlag ved Cotrone i 982 og var nær ved selv at miste livet. Han forberedte sig til et nyt tog, men døde i Rom i en ung alder i 983 af græmmelse over, at fjenderne ved budskabet om hans nederlag rejste sig alle vegne.
Han blev efterfulgt af sin søn Otto 3..